# Université catholique de Louvain
L'Université catholique de Louvain o UCLouvain (in italiano Università Cattolica di Lovanio) è un'università del Belgio, sezione francofona dell'ex Università Cattolica di Lovanio, scissa in due entità giuridicamente indipendenti nel 1968. 
Nel 1968 infatti, a seguito di una crisi politica denominata Affaire de Louvain, la sezione francofona dell'Università di Lovanio dovette lasciare la città. La maggior parte delle facoltà traslocarono allora a Louvain-la-Neuve (nel Brabante Vallone), mentre la facoltà di medicina venne stabilita a Woluwe-Saint-Lambert, nella periferia di Bruxelles. 
La sezione di lingua olandese (rinominata Katholieke Universiteit Leuven - KU Leuven), rimase invece a Lovanio (nel Brabante Fiammingo).
Oggi, l'UCLouvain propone formazioni universitarie in oltre sei città: a Louvain-la-Neuve e a Wolluwe-Saint-Lambert, le due principali, ma anche a Mons, Tournai, Charleroi e Saint-Gilles. Con quasi 30 000 studenti, è la prima università francofona del paese, davanti all'università libera di Bruxelles (21 000 studenti) e l'università di Liegi (20 000 studenti).
Regolarmente classificata tra le migliori università al mondo (al 150º posto su 500 secondo la classifica di Shanghai), vanta tra i suoi ex-alunni Christian de Duve e Albert Claude, entrambi premi Nobel di medicina nel 1974.

## Descrizione
La città di Louvain-la-Neuve è stata edificata ex novo dalla stessa università, nel comune di Ottignies, oggi denominato Ottignies-Louvain-La-Neuve. Prima della Crisi di Lovanio (1968), la regione era principalmente agricola. Oggi si tratta di una città in piena espansione. 
L'università è finanziata dalla Comunità francofona del Belgio, e rilascia diplomi riconosciuti dalla stessa. A partire dal 2004 l'UCLouvain mette in atto la Dichiarazione di Bologna, iniziando una riforma dell'insegnamento in tutte le facoltà.
Le facoltà di medicina sono localizzate a Bruxelles (Woluwe-Saint-Lambert). Le altre facoltà sono a Louvain-la-Neuve.
La fusione con gli Instituts Supérieurs d'Architecture Saint-Luc de Bruxelles et de Tournai il 1º luglio 2010 ha creato una nuova facoltà multisiti a Bruxelles (Saint-Gilles), Tournai e Louvain-la-Neuve. Poi, dal 15 settembre 2011, con la fusione con le FUCaM, ci sono anche due facoltà a Mons. L'UCLouvain possiede anche una "casa Georges Lemaître" a Charleroi e due cliniche universitarie (una sul sito di Medicina di Woluwe-Saint-Lambert ed una a Godinne.

## Affaire de Louvain

### Contesto
Negli anni sessanta, i nazionalisti fiamminghi reclamano più volte la soppressione della sessione francofona dell'Università Cattolica di Lovanio. In questa città delle Fiandre infatti, il contesto degli anni sessanta (caratterizzato in Belgio da numerosi conflitti relativi all'utilizzo delle due lingue principali nel paese, il francese e l'olandese) culminava in una rivendicazione molto radicale del rispetto dell'unilinguismo regionale, voluto dalle leggi linguistiche Gilson nel 1962.
Questa rivendicazione nazionalista si urtava ad un rifiuto categorico dei vescovi Belgi, gestori dell'università, di scindere in due sezioni la prima università del paese. Essi si limitarono allora a proporre più corsi in entrambe le lingue ed a aumentare il numero di professori neerlandofoni. 
Ciò non bastò a soddisfare le richieste dei nazionalisti, che continuavano a percepire l'università come una "macchia" francofona in territorio fiammingo.

### Crisi
La questione si impose all'agenda del governo il 5 novembre 1967, quando 30 000 fiamminghi, guidati da 27 parlamentari PSC-CVP, manifestarono ad Anversa per richiedere la scissione dell'Università Cattolica di Lovanio, al fine di rispettare l'unilinguismo regionale.
Inoltre, alcune ragioni pratiche erano avanzate: l'aumento degli iscritti all'università rendeva la piccola città di Lovanio letteralmente sommersa da studenti.
Gli slogan scanditi dai nazionalisti erano particolarmente violenti, tra cui il celebre «Walen buiten» ("Valloni fuori"). In risposta, un corteo di francofoni organizzò una manifestazione goliardica per deridere la manifestazione dei nazionalisti. Il corteo finse di inaugurare una nuova università, nel comune di Houte-Si-Plou, chiamandola l'Université de Houte-Si-Plou. L'obbiettivo era di mostrare quanto fosse ridicola la richiesta dei nazionalisti di scindere l'università di Lovanio in due entità.
Invitati dal governo di Paul Vanden Boeynants (PSC) a trovare una soluzione, i vescovi decisero di fare nuove concessioni ai nazionalisti. Il 6 febbraio 1968, per via di una divisione interna del PSC (il partito cattolico fiammingo), il governo rassegnò le dimissioni, non avendo più la maggioranza dei seggi in parlamento.

### Conseguenze
La sezione francofona dovette quindi lasciare Lovanio. Il 18 settembre 1968 venne approvato il piano della regione Vallonia per costruire una città nuova nel Brabante Vallone, denominata Louvain-La-Neuve.

## Cronologia
- 1968: in seguito ai problemi linguistici che caratterizzano la Crisi di Lovanio, le istituzioni accademiche decidono il mantenimento a Lovanio della sezione francofona. Ciò provoca il malcontento degli studenti neerlandofoni. In seguito a numerose manifestazioni, e all'introduzione di studenti nei consigli di facoltà, l'università di Lovanio viene allora divisa in due distinte università: una neerlandofona localizzata a Lovanio, tuttora in attività, l'altra, francofona, localizzata nel Brabante Vallone, nel comune di Ottignies.
- 2 febbraio 1971: il Re Baldovino pone la prima pietra a Louvain-la-Neuve, città di nuova fondazione, destinata allo stabilimento della sezione francofona dell'UCLouvain.
- 1972: Inizia lo stabilimento di industrie nel Parco scientifico, destinato allo sviluppo delle relazioni tra le imprese e l'UCLouvain.
- 1974: Christian de Duve ottiene il Premio nobel per la Medicina per la scoperta dei Lisosomi.
- 1979: fine del trasferimento delle facoltà a Louvain-la-Neuve. L'ultima facoltà a trasferirsi è quella di Lettere e filosofia.

## Académie Louvain
A partire dal 29 giugno 2004, l'UCLouvain fa parte dell'Académie Louvain, la rete delle università cattoliche francofone del Belgio, formata da quattro istituzioni universitarie: le FUCaM (Facoltà universitarie cattoliche di Mons, che diventeranno, nel 2011, parte integrante dell'UCLouvain), le FUNDP (Facoltà Universitarie Nostra-Signora della Pace, che cambieranno nome nel 2013 per diventare Università di Namur), le FUSL (Facoltà universitarie San Luigi, oggi Università San Luigi - Bruxelles) di Bruxelles e l'UCLouvain.
Il 12 marzo 2007, dopo quattro anni di collaborazione attiva, le quattro università decidono di negoziare la fusione in una sola università. Alla fine delle negoziazione, le FUNDP di Namur votano contro la fusione (il 17 dicembre 2010). Solo 68% delle voci erano pro la fusione, mentre 80% erano necessarie. Il 15 settembre 2011, solo le FUCaM finiscono con l'unirsi all'UCLouvain.